# Castelul Traventhal

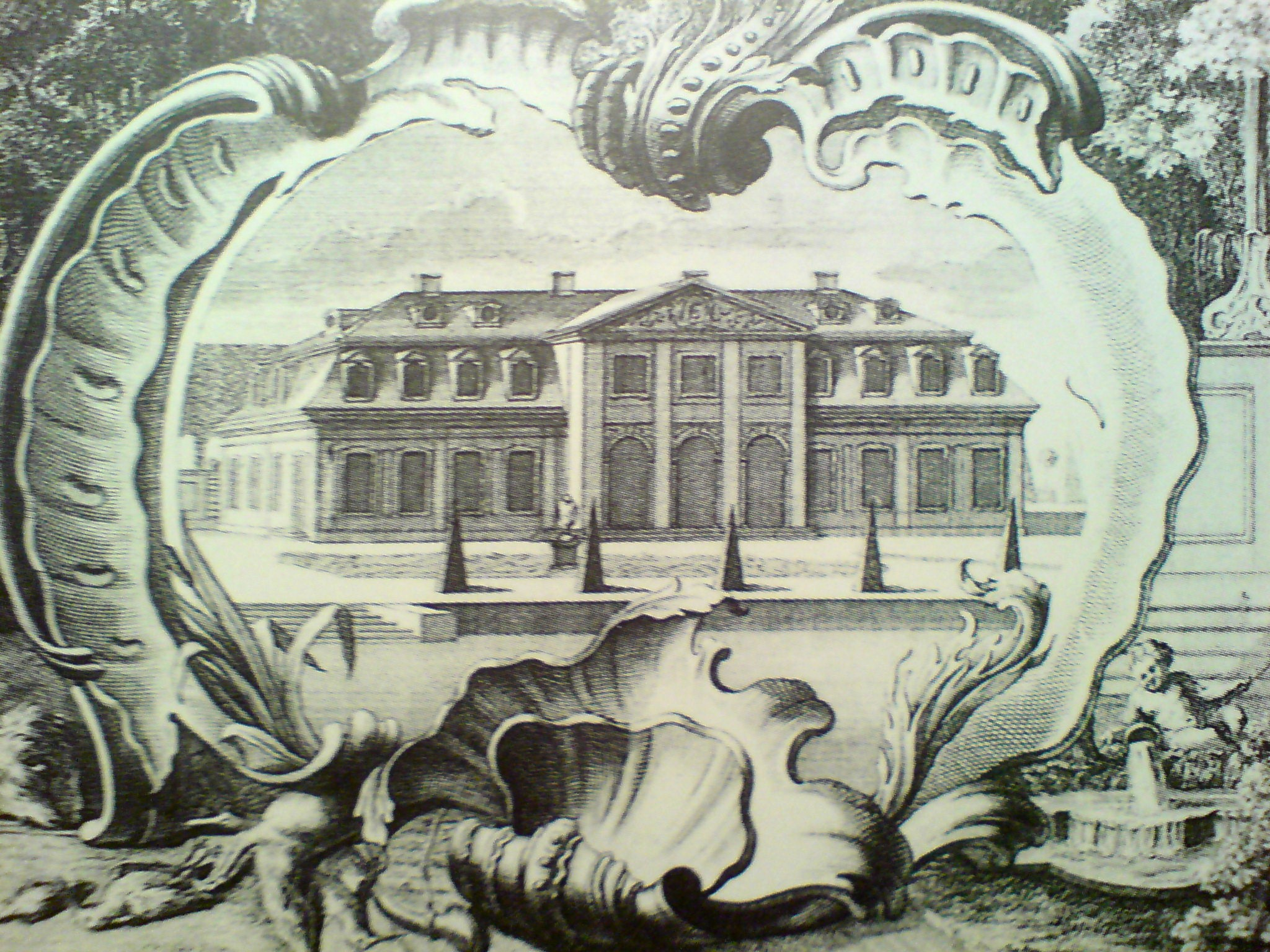
Castelul în 1760.

Castelul Traventhal  este situat în comuna Traventhal lângă Bad Segeberg în sudul landului german Schleswig-Holstein, fostă reședință de vară a ducilor de  Schleswig-Holstein-Sonderburg-Plön. În secolul XVIII castelul era cunoscut prin grădinile sale și arhitectura în stil baroc. Cu stingerea dinastiei Ploen, după anul 1761 castelul avea să fie neglijat, fiind demolat în secolul XIX și înlocuit azi cu o construcție nouă.